# Cryphoecina deelemanae
Genre
Espèce
Cryphoecina deelemanae, unique représentant du genre Cryphoecina, est une espèce d'araignées aranéomorphes de la famille des Cybaeidae.

## Distribution
Cette espèce est endémique du Monténégro.

## Description
Le mâle holotype mesure 2,32 mm et la femelle paratype 2,62 mm.

## Étymologie
Cette espèce est nommée en l'honneur de Christa Laetitia Deeleman-Reinhold.

## Publication originale
- Deltshev, 1997 : Cryphoecina deelemanae gen. n., sp. n., a remarkable spider from the mountains of Montenegro (Yugoslavia) (Arachnida, Araneae, Hahniidae). Revue suisse de Zoologie, vol. 104, no 3, p. 485-489 (texte intégral).